# MediaPortal
MediaPortal is een media center voor Windows. 

## Geschiedenis
MediaPortal bracht de eerste versie uit in 2004. De broncode was hierbij sterk gebaseerd op Kodi (destijds XBMC). Sindsdien is de broncode echter herschreven. In tegenstelling tot XBMC en MythTV, dat voor verschillende platformen verkrijgbaar is, werkt MediaPortal enkel onder Windows.

## Functies
MediaPortal heeft volgende grafische functies:
- hardwareversnelling om video's te decoderen
- DirectX-interface
- thema's, waarmee het uiterlijk aangepast kan worden
- VMR (DirectShow) / EVR (Media Foundation) op Windows Vista / 7

Tv- en videofuncties:
- Tv / radio via DVB-S, DVB-S2, DVB-T of DVB-C
  - Extra functies: Common Interface, DVB-radio, DVB EPG, Teletext
- Video-opname, pauzeren en doorspoelen van tv- en radio-uitzendingen

Mediafuncties:
- Muziekspeler
- Video- en dvd-speler
- Afbeeldingen tonen

Internetfuncties:
- IPTV
- Internetstreams
- RSS-reader
- Weersverwachtingen
- Metadata ophalen van thetvdb.com en themoviedb.org

De functionaliteit kan daarnaast uitgebreid worden met plug-ins.

## Vereisten
Volgende versies moeten minimaal aanwezig zijn om MediaPortal succesvol te kunnen gebruiken:
- .NET Framework 4.0
- DirectX 9.0c